# Rodrigo Javier Salinas
Rodrigo Javier Salinas (Berisso, 4 luglio 1986) è un calciatore argentino, attaccante del Chacarita Juniors.

## Caratteristiche tecniche
È un centravanti.

## Palmarès

### Individuale
- Capocannoniere della Primera B Nacional: 1

2016-2017 (30 reti)